# Засуха Марія Яківна
Марія Яківна Засуха (нар. 5 травня 1939, село Пологи, тепер Васильківського району Київської області) — радянська державна діячка, новатор сільськогосподарського виробництва, оператор машинного доїння дослідного господарства «Терезине» Білоцерківського району Київської області. Кандидат у члени ЦК КПРС у 1981—1986 роках.

## Життєпис
Народилася в селянській родині. У 1954 році закінчила 7 класів середньої школи села Пологи Гребінківського району Київської області.
У 1955—1965 роках — доярка колгоспу «Прапор Леніна» села Пологи Гребінківського району Київської області.
У 1965—1973 роках — доярка, в 1973—1974 роках — бригадир молочнотоварної ферми дослідної станції тваринництва «Терезине» Білоцерківського району Київської області.
У 1971 році їй присвоєно кваліфікацію майстра машинного доїння І класу. Працювала за новою технологією на доїльному обладнанні «Тандем», де обслуговувала 110 корів.
Член КПРС з 1972 року.
У 1973 році закінчила заочну середню школу.
У лютому 1974 — 1987 року — оператор машинного доїння дослідного господарства «Терезине» Білоцерківського району Київської області.
У 1986 році без відриву від виробництва закінчила Білоцерківський сільськогосподарський інститут Київської області.
У 1987—1990 роках — бригадир тваринницького комплексу навчального господарства Білоцерківського сільськогосподарського інституту.
З 1990 року — оператор машинного доїння дослідного господарства «Терезине» Білоцерківського району Київської області.
Потім — на пенсії в селі Пилипча Білоцерківського району Київської області.

## Нагороди і звання
- орден Леніна (1981)
- орден Трудового Червоного Прапора (1976)
- чотири срібні медалі ВДНГ (1958, 1975, 1978, 1979)
- бронзова медаль ВДНГ (1977)
- медалі
- Державна премія СРСР (1977)
- Почесний громадянин Білоцерківського району Київської області (5.05.1999)